# Christoph Eymann
Christoph Eymann, né le 15 janvier 1951 à Bâle (originaire du même lieu), est une personnalité politique suisse, membre du Parti libéral-démocrate (section bâloise du Parti libéral-radical). Il est conseiller d’État du canton de Bâle-Ville de 2011 à 2017 et député du canton de Bâle-Ville au Conseil national de 1991 à 2001 et de 2015 à 2021.

## Biographie
Après trois années de médecine de 1970 à 1973, Christoph Eymann étudie le droit à l’Université de Bâle de 1973 à 1978. Il obtient son doctorat en 1980.
Il travaille d'abord comme juriste dans l'association locale des arts et métiers de 1980 à 1984, puis est nommé directeur de l'association bâloise des entrepreneurs, poste qu'il occupe de 1984 à 2001.
Christoph Eymann est marié et père de trois enfants, dont deux avec sa précédente partenaire, Patricia von Falkenstein, engagée dans le même parti,,. Il est l'oncle de la conseillère d'État bâloise Stephanie Eymann et le frère de l'ancien député au Grand Conseil du canton de Bâle-Ville Felix Eymann.
Il a le grade de capitaine à l'armée.

## Parcours politique
Son premier engagement politique est son élection au Conseil bourgeoisial de Bâle-Ville en 1981, où il siège jusqu'en 1989. Il accède au Grand Conseil du canton de Bâle-Ville en 1984. Il y est réélu à trois reprises et y siège jusqu'en 1995.
Il est élu une première fois au Conseil national en 1991 ; il y est réélu à deux reprises et siège en parallèle, de 1999 à 2001, dans la Constituante bâloise. Au Parlement suisse, il est membre de la Commission de la sécurité sociale et de la santé publique de 1995 à 1999 et de la Commission de l'environnement, de l'aménagement du territoire et de l'énergie de 1995 à 2001.
Il démissionne en 2001 de son mandat au Parlement suisse à la suite de son élection au Conseil d’État du canton de Bâle-Ville. Chargé du département de l'éducation, il est réélu à trois reprises jusqu'en 2017. Le  1er novembre 2013, il prend par ailleurs la succession d'Isabelle Chassot à la tête de la Conférence suisse des directeurs cantonaux de l'instruction publique,. Il ne se représente pas lors des élections cantonales de son canton fin 2016, et c'est Conrandin Cramer qui lui succède.
Il est à nouveau élu conseiller national en 2015 et réélu en 2019. Il siège cette fois dans la Commission de la science, de l'éducation et de la culture et dans la Commission des affaires juridiques.
Le 28 septembre 2021, il annonce sa démission à la fin du mois de novembre pour des raisons d'âge. Sa démission prend effet le 28 novembre 2021 et il est remplacé par Patricia von Falkenstein,.

## Autres mandats
Christoph Eymann est notamment président du comité directeur de la Conférence suisse des institutions sociales depuis 2019, co-président de l'Agence solaire suisse, une association de promotion de l'utilisation de l'énergie solaire en Suisse, et président du conseil parlementaire de la fondation education21 (centre national de compétences et de prestations pour l’éducation en vue d'un développement durable).
Il est également membre du Conseil de fondation de la fondation Ombudsman de l‘assurance privée et de la Suva et a été président de Smart Regio Basel, une association de promotion de la transformation numérique dans la région bâloise, de 2017 à mars 2021.